# Saires

Saires este o comună în departamentul Vienne, Franța. În 2009 avea o populație de 145 de locuitori.